# Ludwig Häusser

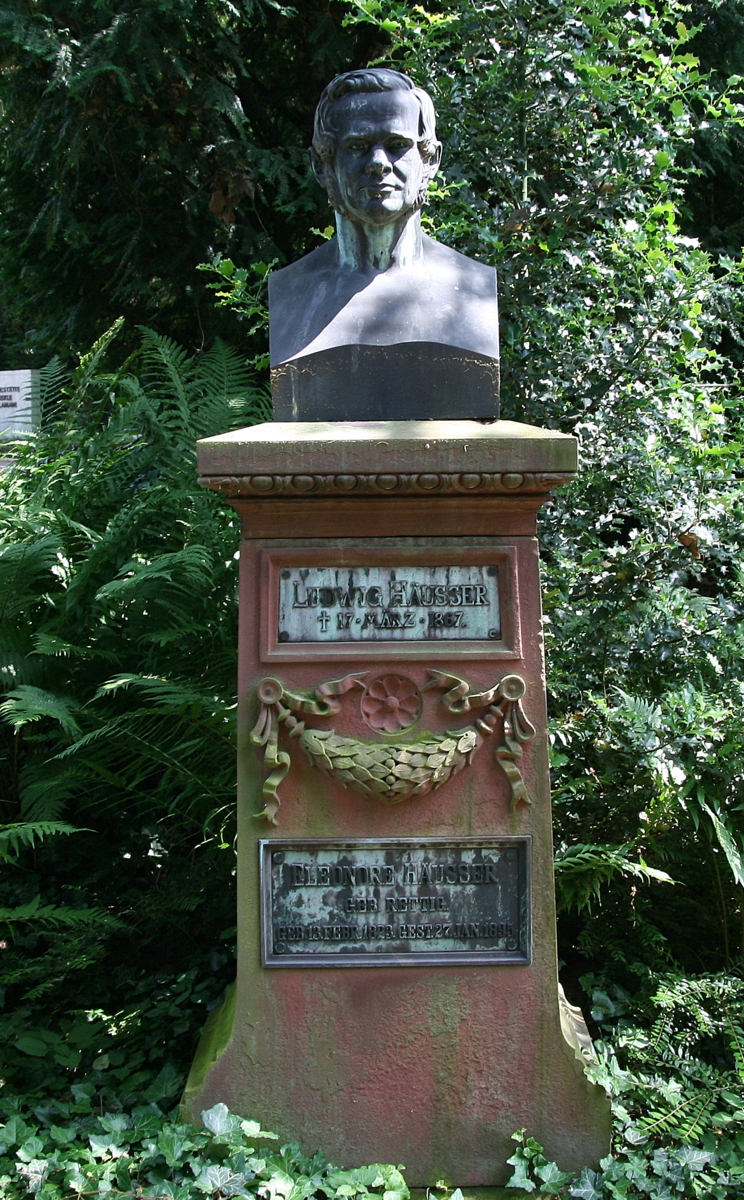
Häussers grav på Bergfriedhof i Heidelberg

Ludwig Häusser, född 26 oktober 1818 i Kleeburg i Elsass, död 19 mars 1867 i Heidelberg, var en tysk historiker.
Häusser förmåddes av Friedrich Christoph Schlosser  att studera historia, blev filosofie doktor i Heidelberg 1838, docent 1840, e.o. professor 1845 och ordinarie 1850 vid samma universitet. Under dessa år utgav han Ueber die teutschen Geschichtsschreiber vom Anfang des Frankenreichs bis auf die Hohenstaufen (1839), Die Sage vom Tell, aufs neue kritisch untersucht (1840) och Die Geschichte der rheinischen Pfalz (två band, 1845). 
Häusser var starkt övertygad om den historiska vetenskapens uppgift att medverka till lösningar på samtidens frågor och gav sig därför in i det publicistiska och parlamentariska livet. Han utgav tendensskriften Schleswig-Holstein, Dänemark und Deutschland (1846) och deltog 1846-47 i uppsättandet av "Deutsche Zeitung", vars mål var att verka för Tysklands enhet och för representativa författningar i de tyska staterna. Under en del av 1848 var han redaktör för denna tidning. 
På hösten samma år blev Häusser ledamot av badensiska lantdagens andra kammare, där han inom kort blev en av den liberala majoritetens ledare; han var även 1850 medlem av parlamentet i Erfurt. Då han såg alla försök till Tysklands enhet omintetgjorda, drog han sig emellertid samma år tillbaka från det parlamentariska livet. Nu tillkom hans främsta verk, Deutsche Geschichte vom Tode Friedrichs des Großen bis zur Gründung des Deutschen Bundes (fyra band, 1854-57; fjärde upplagan 1869), i vilket han fördömer den habsburgska familjepolitiken och den gängse Napoleonskulten. 
Från 1859 deltog Häusser åter i de politiska striderna och uppträdde med framgång både mot reaktionen inom den protestantiska kyrkan och mot regeringens eftergifter för katolikernas fordringar i Baden, vars andra kammare han åter tillhörde 1860-65. I striden mellan Österrike och Preussen på 1860-talet stod han på preussiska sidan och författade stridsskriften Die Reform des deutschen Bundestags (1863). 
Förutom ovan nämnda arbeten utgav Häusser Friedrich Lists "Gesammelte Schriften" (tre band, 1850-51), med biografi, samt Denkwürdigkeiten zur Geschichte der badischen Revolution (1851). Hans föreläsningar lockade studenter från hela Tyskland, och efter hans död publicerade von Oncken efter stenografiska anteckningar hans föreläsningar över Geschichte der französischen Revolution 1789 bis 1799 (1867; tredje upplagan 1891) och Geschichte des Zeitalters der Reformation 1517-1648 (1868; tredje upplagan 1903). Hans smärre arbeten utgavs som Gesammelte Schriften (två band, 1869-70).